# أليكساندر وينكلير
أليكساندر وينكلير (بالألمانية: Alexander Winkler) (26 يناير 1992 بميونخ في ألمانيا - ) هو لاعب كرة قدم ألماني في مركز قلب الدفاع. لعب مع نادي أونترهاخينغ وSV Wacker Burghausen II ‏ وSpVgg Neckarelz ‏ وSpVgg Unterhaching II ‏.

## روابط خارجية
- أليكساندر وينكلير على موقع قاعدة بيانات كرة القدم.إي يو (الإنجليزية)
- أليكساندر وينكلير على موقع بيانات كرة القدم. دي إي (الألمانية)
- أليكساندر وينكلير على موقع Soccerway.com (الإنجليزية)
- أليكساندر وينكلير على موقع عالم كرة القدم.نت (الإنجليزية)